# Presto (SQL查询引擎)
Presto是一种用于大数据的高性能分布式SQL查询引擎。其架构允许用户查询各种数据源，如Hadoop、AWS S3、Alluxio、MySQL、Cassandra、Kafka和MongoDB。甚至可以在单个查询中查询来自多个数据源的数据。Presto是Apache许可证下发布的社区驱动的开源软件。

## 历史
Presto最初是Facebook为数据分析师设计和开发的，用于在Apache Hadoop中的大型数据仓库上运行交互式查询。在Presto诞生之前，Facebook的数据分析师依靠Apache Hive在他们PB级的数据仓库上运行SQL分析。Hive不适合Facebook的规模，而Presto是为了填补快速查询这块的差距而发明的。最初的开发始于2012年，并于当年晚些时候部署在Facebook上。2013年11月，Facebook宣布将其开源。 2014年，Netflix透露他们使用Presto存储在Amazon Simple Storage Service （S3）中的10 PB数据。 2019年1月，Presto软件基金会（页面存档备份，存于）宣布成立。该基金会是一个致力于推进Presto开源分布式SQL查询引擎的非营利组织。由Facebook主导的PrestoDB的开发与由Presto基金会主导的PrestoSQL的开发各自独立进行，有时会有一些代码交错。

## 架构
Presto的架构非常类似于使用集群计算（MPP）的传统数据库管理系统。它可以视为一个协调器节点，与多个工作节点同步工作。客户端提交已解析和计划的SQL语句，然后将并行任务安排给工作机。工作机一同处理来自数据源的行并生成返回给客户端的结果。与在每个查询上使用Hadoop的MapReduce机制的原始Apache Hive执行模型相比，Presto不会将中间结果写入磁盘，从而显着提高速度。Presto是用Java语言编写的。单个Presto查询可以组合来自多个源的数据。Presto提供数据源的连接器，包括Alluxio、Hadoop分布式文件系统、Amazon S3中的文件、MySQL、PostgreSQL、Microsoft SQL Server、Amazon Redshift、Apache Kudu、Apache Phoenix、Apache Kafka、Apache Cassandra、Apache Accumulo、MongoDB和Redis。与其他只支持Hadoop特定发行版的工具（如Cloudera Impala）不同，Presto可以使用任何风格的Hadoop，也可以不用Hadoop。Presto支持计算和存储的分离，可以在本地和云中部署。